# Drôme (affluent de la Vire)
Pour les articles homonymes, voir Drôme.
Ne doit pas être confondu avec Drôme (affluent de l'Aure) ou Drôme (rivière).
La Drôme est une rivière française de Normandie, affluent de la Vire (rive gauche), dans les départements de la Manche et du Calvados.

## Géographie
La Drôme prend sa source dans la commune de Beslon et prend la direction de l'est puis du nord-est. Elle se joint aux eaux de la Vire à Sainte-Marie-Outre-l'Eau, après un parcours de 16,8 km entre Bocage virois et sud saint-lois. Pendant quelques kilomètres, elle fait fonction de limite entre la Manche et le Calvados.

## Bassin et affluents
D'une superficie de 101 km2, le bassin versant de la Drôme est bordé par les bassins de la Brévogne au sud-est et de la Gouvette au nord, deux autres affluents de la Vire. Il avoisine le bassin de la Sienne, par ses affluents la Sènène au sud-ouest  et la Gièze à l'ouest.
Son seul affluent dépassant les 5 km, la Cunes (11,9 km), collecte les eaux de la moitié orientale du bassin et conflue en rive droite trois kilomètres avant la confluence avec la Vire, au nord de Landelles-et-Coupigny.

## Communes traversées
La Drôme traverse ou borde les communes suivantes : Beslon, Montbray, Courson, Morigny, Saint-Vigor-des-Monts, Landelles-et-Coupigny et Sainte-Marie-Outre-l'Eau.